# Гай Манлий (мятежник)
Гай Манлий (лат. Gaius Manlius; II век до н. э. — январь 62 года до н. э., под Писторией, Италия, Римская республика) — римский военачальник, участник заговора Катилины. Возглавил мятеж сулланских ветеранов в Этрурии в 63 году до н. э., погиб вместе с Катилиной в сражении под Писторией.

## Биография
О происхождении Гая Манлия ничего не известно. В качестве центуриона он служил в армии Луция Корнелия Суллы, воевавшего с Митридатом Понтийским (87—84 годы до н. э.) и марианцами (83—82 годы до н. э.), а после ухода в отставку получил, как и другие ветераны, большой земельный надел. Однако у Гая не было склонности к земледелию. В результате к середине 60-х годов до н. э., будучи уже пожилым человеком, он остался без собственности, в нужде и долгах. На тот момент Манлий жил в Этрурии, в сулланской колонии Фезулы. В 63 году до н. э. он завязал контакты с римским нобилем Луцием Сергием Катилиной (в прошлом тоже сулланцем), стремившимся к власти и решившим использовать ветеранов в своих интересах. По-видимому, изначально сулланцы должны были поддерживать Луция на консульских выборах; после поражения он замыслил военный переворот.
Согласно плану, разработанному летом или осенью 63 года до н. э., Гай Манлий должен был поднять мятеж в Фезулах в то самое время, когда Катилина спровоцирует беспорядки в столице. Гай мог рассчитывать на поддержку многих ветеранов, оказавшихся неготовыми к крестьянской жизни, и других землевладельцев региона, либо уже потерявших свои участки из-за долгов, либо близких к этому. Луций отложил выступление из-за того, что власти узнали о его планах; Гай тем не менее начал собирать армию и создал перед Фезулами полноценный военный лагерь, в котором ждали Катилину как своего военачальника. Известия об этом заставили римский сенат ввести чрезвычайное положение. Отправленному против него проконсулу Квинту Марцию Рексу Манлий предъявил ультиматум, но тот отказался рассматривать его требования по существу до разоружения мятежников.
Примерно в середине ноября Катилина появился в лагере Гая и принял на себя командование. После этого сенат объявил и его, и Манлия врагами отечества. Мятежная армия, насчитывавшая, по разным данным, от 7 до 20 тысяч человек, вскоре начала уменьшаться в размерах из-за дезертирства. Она попыталась пробиться на север, в Галлию, но оказалась между двумя вражескими армиями, Гая Антония Гибриды и Квинта Цецилия Метелла Целера. В январе 62 года до н. э. при Пистории мятежникам пришлось принять бой с превосходящими силами Антония. Гай Манлий возглавил правый фланг и погиб в схватке.

## Память
В историографии существует альтернативная гипотеза, согласно которой именно Гай был инициатором мятежа, а Катилина присоединился к нему позже. Впрочем, большинство исследователей с этой гипотезой несогласно из-за её слабой аргументированности.
Гай Манлий стал персонажем романа Милия Езерского «Триумвиры».